# Pascoag, Rhode Island
Pascoag, Rhode Island (енгл. Pascoag) насељено је место без административног статуса у америчкој савезној држави Роуд Ајланд.

## Демографија
По попису из 2010. године број становника је 4.577, што је 165 (-3,5%) становника мање него 2000. године.
| Група             | 2000.         | 2010.         |
| Белци             | 4.632 (97,7%) | 4.358 (95,2%) |
| Афроамериканци    | 17 (0,4%)     | 31 (0,7%)     |
| Азијати           | 13 (0,3%)     | 10 (0,2%)     |
| Хиспаноамериканци | 49 (1,0%)     | 117 (2,6%)    |
| Укупно            | 4.742         | 4.577         |